# Allophylus largifolius
Allophylus largifolius är en kinesträdsväxtart som beskrevs av Ludwig Radlkofer. Allophylus largifolius ingår i släktet Allophylus och familjen kinesträdsväxter. Inga underarter finns listade i Catalogue of Life.